# مطار رنك
مطار رنك هو مطار يخدم الرنك في جنوب السودان.